# Andrea Borella
Andrea Borella (Venecia, 23 de junio de 1961) es un deportista italiano que compitió en esgrima, especialista en la modalidad de florete. Está casado con la esgrimidora Francesca Bortolozzi.
Participó en tres Juegos Olímpicos de Verano, obteniendo una medalla de oro en Los Ángeles 1984, en la prueba por equipos (junto con Mauro Numa, Stefano Cerioni, Angelo Scuri y Andrea Cipressa), el séptimo lugar en Seúl 1988 y el sexto en Barcelona 1992, en la misma prueba.
Ganó once medallas en el Campeonato Mundial de Esgrima entre los años 1977 y 1994, y tres medallas en el Campeonato Europeo de Esgrima entre los años 1981 y 1983.

## Palmarés internacional
| Juegos Olímpicos   | Juegos Olímpicos             | Juegos Olímpicos  | Juegos Olímpicos    |
| Año                | Lugar                        | Medalla           | Prueba              |
| ------------------ | ---------------------------- | ----------------- | ------------------- |
| 1984               | Los Ángeles (Estados Unidos) | Medalla de oro    | Florete por equipos |
| Campeonato Mundial |                              |                   |                     |
| Año                | Lugar                        | Medalla           | Prueba              |
| 1977               | Buenos Aires (Argentina)     | Medalla de plata  | Florete por equipos |
| 1979               | Melbourne (Australia)        | Medalla de plata  | Florete por equipos |
| 1981               | Clermont-Ferrand (Francia)   | Medalla de plata  | Florete por equipos |
| 1982               | Roma (Italia)                | Medalla de bronce | Florete por equipos |
| 1985               | Barcelona (España)           | Medalla de oro    | Florete por equipos |
| 1986               | Sofía (Bulgaria)             | Medalla de oro    | Florete individual  |
| 1986               | Sofía (Bulgaria)             | Medalla de oro    | Florete por equipos |
| 1990               | Lyon (Francia)               | Medalla de oro    | Florete por equipos |
| 1990               | Lyon (Francia)               | Medalla de plata  | Florete individual  |
| 1993               | Essen (Alemania)             | Medalla de plata  | Florete por equipos |
| 1994               | Atenas (Grecia)              | Medalla de oro    | Florete por equipos |
| Campeonato Europeo |                              |                   |                     |
| Año                | Lugar                        | Medalla           | Prueba              |
| 1981               | Foggia (Italia)              | Medalla de oro    | Florete individual  |
| 1982               | Mödling (Austria)            | Medalla de bronce | Florete individual  |
| 1983               | Lisboa (Portugal)            | Medalla de oro    | Florete individual  |